# Euthymius von Melitene

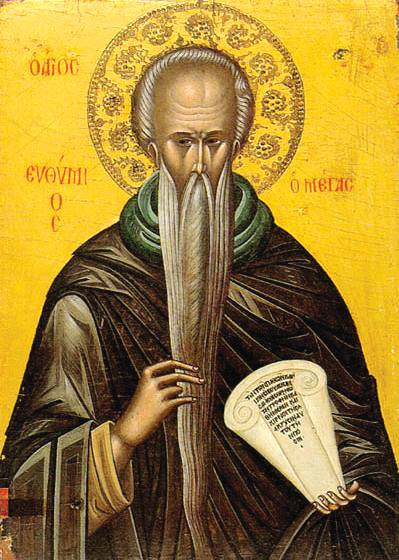
Euthymius von Melitene

Euthymius von Melitene, auch Euthymius der Große (* 377 in Melitene in der heutigen Türkei; † 20. Januar 473 bei Jerusalem), ist einer der größten Asketen der judäischen Gebirgswüste. Er war einer der Väter des Mönchtums und wurde wie ein König beigesetzt. Sein Fest am 20. Januar wird in der gesamten Ostkirche begangen.

## Leben
Er war der Sohn frommer Eltern; sie hießen Paul und Dionysia. Seinen Namen „Freudenbringer“ (griechisch Ευθύμιος) erklärt die Vita mit dieser Geschichte: Die Mutter soll unfruchtbar gewesen sein und empfing Euthymius mit einer Prophezeiung des Engels. Dieser sagte voraus, mit seiner Geburt werde jeder Aberglaube abgeschafft und Friede für die Kirche hereinbrechen. Nachdem sein Vater verstorben war, gab ihn seine Mutter auf Anraten ihres Bruders Eudoxios in die Obhut des Bischofs Otreius von Melitene, der ihn taufte und zum Lektor ernannte, und bei Erreichen des kanonischen Alters zum Presbyter weihte. Dabei sieht der Hagiograph Kyrillos von Skythopolis eine Verbindung zwischen der Prophezeiung und dem gleichzeitigen Amtsantritt des Kaisers Theodosius II. Gleichzeitig wurde Euthymios die Aufsicht über die Klöster in Melitene übertragen. Auch die Mutter wurde in den Dienst der Kirche aufgenommen.
Euthymius ging zwischen 406 und 411 nach Jerusalem und ließ sich zunächst bei der Einsiedelei des Theoktistos († 467) bei Pharan nieder. Die Leitung der entstehenden Mönchskolonie überließ er Theoktistus, nach dem auch das später entstandene Kloster benannt wurde. Euthymius zog um 415 in eine Laura nach Marda (nahe Salfit) weiter, 15 km östlich von Jerusalem, und lebte dort als Einsiedler, wo dann bis um 420/28 das nach ihm benannte Kloster erbaut wurde. Hier war Sabas (* 439) sein Schüler.
Nomadische Araber wie den Scheich Peter Aspebet (arabisch: Butrus Aspebetos) führte er zum christlichen Glauben und taufte sie. 425 wurde für diese das Bistum Parembolai eingerichtet. Seine Vita berichtet von zahlreichen Wundern: er heilte, er speiste 400 Armenier mit ganz wenig Brot, er ließ es regnen, und während der Messe war sein Haupt von göttlichem Licht umstrahlt.
Während der Mönchsrevolte von 451 bis 453, die vorübergehend zur Absetzung des Bischofs Juvenal von Jerusalem führte, verhielten sich Euthymius und seine Schüler offenbar neutral. Daher wurden viele von ihnen bei der Rückkehr des inzwischen zum Patriarchen erhobenen Juvenal und auchn noch unter seinem Nachfolger Anastasios I. mit hohen Kirchenämtern betraut. Darüber hinaus gründeten sie, zum Teil auch in Ablehnung dieser Einbindung, zahlreiche Klöster im Umland der Stadt.

## Darstellungen
Als einen der großen Väter des Mönchtums stellen ihn die Asketenzyklen der byzantinischen Kirchen dar. Meist wird er als Greis, kahl mit Bart bis über die Hüften dargestellt. Er wird häufig auf Ikonen und in der Kirchenausmalung gemeinsam mit Antonius Abbas abgebildet.